# (2122) Pyatiletka
(2122) Pyatiletka (1971 XB; 1950 BE1; 1950 DX; 1951 KB1; 1954 DA; 1961 AL; 1969 EV1) ist ein Asteroid des inneren Hauptgürtels, der zur Vesta-Familie gehört und am 14. Dezember 1971 von Tamara Michailowna Smirnowa am Krim-Observatorium entdeckt wurde.

## Benennung
Der Asteroid wurde am 50. Jahrestag des ersten Fünfjahresplans (rus.: пятиле́тки, tr.: pyatilétki) der Sowjetunion danach benannt.